# Nike Tomahawk

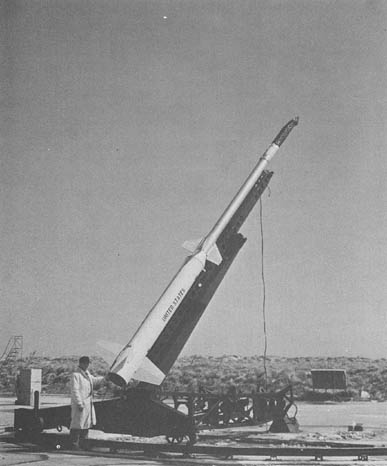
Nike Tomahawk

Die Nike Tomahawk ist eine amerikanische Höhenforschungsrakete, bestehend aus einer Startstufe vom Typ Nike und einer Tomahawk-Oberstufe. Sie gehört damit zur Gruppe der Stufenraketen.

## Technische Daten
Die Nike Tomahawk hat eine ausgewiesene Gipfelhöhe von 370 km, ein Nutzlast-Vermögen von 45 kg, einen Startschub von 217 kN, eine Startmasse von 990 kg, einen Durchmesser von 0,42 m und eine Länge von 10,80 m. Die Nike Tomahawk wurde zwischen dem 25. Juni 1963 und dem 27. November 1995 insgesamt 395-mal gestartet.
Ergänzt um eine Taurus (Antrieb der MGR-1 Honest John) als erste Stufe wurden 15,30 m lange Dreistufenraketen des Typs Taurus Nike Tomahawk (auch: TNT, Taurus Tomahawk Nike) gestartet – 17 mal von 1983 bis 1991.